# 桑青河
桑青河，是恒河支流根德格河支流特耳蘇里河（上游於中國境內稱吉隆藏布）的支流。發源於西藏自治區日喀則市吉隆縣吉隆鎮西南部戈乃斯雪山北麓冰川。幹流出冰川後向東南流，當中有一段成為中國、尼泊爾兩國國界，隨後流入尼泊爾境內，最終於奇里米東側注入特耳蘇里河。
特耳蘇里河於尼泊爾中部注入塞蒂河。塞蒂河流至婆羅多布爾改稱特拉亞尼河，流入印度境內後，改稱根德格河。根德格河最終於帕特納注入恆河。